# Люди пещеры (телесериал)
«Лю́ди пеще́ры» (перс. اصحاب کهف‎ Ashāb-e Kahf) или «Люди А́нджелоса» (перс. مردان آنجلس‎ Mardān-e Ānjelos) — иранский исторический телесериал режиссёра Фараджоллы Салахшура, транслировавшийся на телеканале IRIB TV1 в 1997–1998 годах. Повествует о легендарной истории семи отроков Эфесских (Асхаб аль-Кахф), описанной в 18-й суре Корана.

## Сюжет
Действие сериала разворачивается в 137 году н. э., что соответствует 890 году от основания Рима. Посланники из Рима прибывают в Филадельфию, чтобы сообщить Децию / Диоклетиану (Джаханбахш Солтани) правителю этого города, о ближайшем визите римского императора Адриана (Хамид Рамезан) в Филадельфию. В связи с этим организуется большой языческий праздник. Диоклетиан вызывает семерых юношей — Максимилиана (Джафар Дехган), Иоанниса (Реза Иранманеш), Телмиху (Реза Разави), Мартина (Юсеф Морадян), Дионисия (Эсрафил Аламдари) и Судинана (Фаршад Рамезани) — чтобы узнать, какую религию они исповедуют. Юноши отказываются поклоняться языческим богам и призывают к поклонению Единому Аллаху. Диоклетиан даёт им одну ночь, чтобы пересмотреть свою религию и отказаться от христианства. За это они подвергаются преследованиям и решают скрыться в пещере на горе «Анджелос», находящейся за пределами города.
Пастух по имени Антоний (Реза Таваколи), пасущий овец рядом с горой, принимает их религию и помогает спрятаться в пещере. С ними остаётся их верная собака Китмир. Юноши засыпают в пещере и просыпаются спустя 309 лет.
Проснувшись, один из них, Максимилиан, отправляется в город за хлебом и обнаруживает, что прошло много лет. Он сталкивается с пекарем, который не признаёт монету времён Диоклетиана. Максимилиан оказывается у градоначальника, который узнаёт его и читает историю в Библии. Оказывается, что с тех пор прошло 309 лет, и христиане больше не подвергаются гонениям.

## В ролях
| Актёр              | Роль                  |
| ------------------ | --------------------- |
| Джафар Дехган      | Максимилиан           |
| Махтаб Керамати    | Хелен                 |
| Джаханбахш Солтани | Деций/Диоклетиан      |
| Хосейн Яри         | Юлий                  |
| Реза Иранманеш     | Иоаннис               |
| Атаолла Салманян   | Галл                  |
| Мохаммад Джозани   | Фидий                 |
| Ардалан Шоджа Каве | Адония                |
| Эсрафил Аламдари   | Дионисий              |
| Реза Разави        | Телмиха               |
| Юсеф Морадян       | Мартин                |
| Маджид Мошири      | Маттеус               |
| Мохаммад Пурсаттар | Арий                  |
| Али Дерахши        | Брут (первосвященник) |
| Реза Таваколи      | Антоний               |
| Фаршад Рамезани    | Судинан               |
| Али Омидвар        |                       |
| Яхья Азарнуш       |                       |
| Маджид Абдолазими  | Феодосий II           |
| Хамид Рамезан      | Адриан                |
| Кобра Фаррохи      | жена Иоанниса         |
| Сирус Сабер        | советник Адриана      |
| Зохейр Яри         | Архимед               |
| Алиреза Наджафзаде | Плутон Санктус        |
| Фарамраз Шехни     | Ираклий               |

## Саундтрек
Музыку исполняет «Тегеранский симфонический оркестр» — Маджид Энтезами:
1. Prologue (3:24)
2. Lady Helen (2:11)
3. Byzantine, Philadelphia (2:47)
4. Plutonius (3:03)
5. Maximilian (4:51)
6. Adonijah (2:56)
7. Looking for Maximilian (2:14)
8. Christian Blood (2:39)
9. Lady Helen (Reprise) (1:28)
10. The Bandits (3:40)
11. Julius and Maximilian (2:58)
12. End of the Road (2:20)
13. Hiding Place (3:31)
14. Ambush (0:58)
15. The Emperor (6:39)
16. Hymn (2:01)
17. Celebration (2:17)
18. Haleluja (My God, the God of Jesus) (0:54)
19. Incapable Idols (3:36)
20. Surrounding (5:27)
21. A Friend (3:18)
22. A Sacrifice for Apollo (4:41)
23. Crucifixion (2:35)
24. The Revelation (1:49)
25. The Companions of the Cave (2:13)
26. Fright (1:58)
27. The End (3:20)
28. Toward Welcoming The Men of God (6:09)
29. In Memory of Helen (2:31)
30. Reception (2:18)
31. Decius (1:41)
32. The Desicion (1:17)
33. In Memory of Mother (5:32)
34. Penitence (2:46)
35. Searching for Escapees (4:14)
36. Tunnel (2:24)
37. Detecting the Christians (2:50)
38. Capturing Christians (2:14)
39. Footprint (1:51)
40. Informer (1:47)
41. Assassination (3:02)
42. Thought (0:47)
43. Adonijah (Alternate Version) (2:56)
44. Lady Helen (Alternate Version) (2:10)
45. My God, the God of Jesus (Reprise) (0:51)
46. The Desicion (Alternate Version) (1:17)
47. Toward Welcoming Men of God (Reprise) (3:05)